# جون بونيل
جون بونيل هو طبيب كندي، ولد في 23 يناير 1929 في Lot 62, Prince Edward Island ‏ في كندا، وتوفي في 31 مايو 1980.